# Ryūki Miura
Ryūki Miura (三浦 龍輝?, Miura Ryūki; Machida, 17 maggio 1992) è un calciatore giapponese, portiere del Júbilo Iwata.

## Palmarès

### Club

#### Competizioni nazionali
- J2 League: 1

Júbilo Iwata: 2021